# Daniel Theis
Daniel Theis (Salzgitter, 4 aprile 1992) è un cestista tedesco. Con la Germania si è laureato campione del mondo nel 2023.

## Caratteristiche tecniche
È un centro ben dotato atleticamente. Difensivamente possiede buoni riflessi nella protezione dell'area piccola e nonostante non abbia la stazza di un lungo classico, la sua apertura alare gli permette di essere un buon stoppatore al ferro. In attacco ha la tendenza ad attaccare forte il canestro, tramite giocate di pick and roll. Occasionalmente è un discreto tiratore dalla linea dei tre punti.

## Statistiche

### NBA

#### Regular Season
| Anno      | Squadra         | PG  | PT  | MP   | TC%  | 3P%  | TL%  | RP  | AP  | PRP | SP  | PP   |
| --------- | --------------- | --- | --- | ---- | ---- | ---- | ---- | --- | --- | --- | --- | ---- |
| 2017-2018 | Boston Celtics  | 63  | 3   | 14,9 | 54,1 | 31,0 | 75,3 | 4,3 | 0,9 | 0,5 | 0,8 | 5,3  |
| 2018-2019 | Boston Celtics  | 66  | 2   | 13,8 | 54,9 | 38,8 | 73,7 | 3,4 | 1,0 | 0,3 | 0,6 | 5,7  |
| 2019-2020 | Boston Celtics  | 65  | 64  | 24,1 | 56,6 | 33,3 | 76,3 | 6,6 | 1,7 | 0,6 | 1,3 | 9,2  |
| 2020-2021 | Boston Celtics  | 42  | 37  | 24,4 | 55,2 | 34,7 | 68,7 | 5,2 | 1,6 | 0,6 | 1,0 | 9,5  |
| 2020-2021 | Chicago Bulls   | 23  | 14  | 24,9 | 52,2 | 28,1 | 65,1 | 5,9 | 1,8 | 0,7 | 0,6 | 10,0 |
| 2021-2022 | Houston Rockets | 26  | 21  | 22,5 | 46,9 | 29,1 | 67,5 | 5,0 | 0,8 | 0,4 | 0,7 | 8,4  |
| 2021-2022 | Boston Celtics  | 21  | 6   | 18,7 | 59,8 | 35,7 | 68,8 | 4,7 | 1,0 | 0,4 | 0,7 | 7,9  |
| 2022-2023 | Indiana Pacers  | 7   | 1   | 15,6 | 47,7 | 18,2 | 41,7 | 3,1 | 1,3 | 0,3 | 0,9 | 7,0  |
| 2023-2024 | Indiana Pacers  | 1   | 0   | 8,0  | 25,0 | 0,0  | -    | 0,0 | 0,0 | 0,0 | 0,0 | 2,0  |
| 2023-2024 | L.A. Clippers   | 59  | 3   | 17,1 | 53,6 | 37,1 | 76,0 | 4,1 | 1,0 | 0,4 | 0,9 | 6,3  |
| 2024-2025 | N.O. Pelicans   | 38  | 9   | 16,3 | 47,3 | 24,3 | 83,8 | 4,3 | 1,6 | 0,5 | 0,5 | 4,3  |
| Carriera  | Carriera        | 411 | 160 | 18,8 | 53,7 | 32,6 | 72,6 | 4,7 | 1,3 | 0,5 | 0,8 | 7,1  |

#### Play-off
| Anno     | Squadra        | PG | PT | MP   | TC%  | 3P%  | TL%  | RP  | AP  | PRP | SP  | PP  |
| -------- | -------------- | -- | -- | ---- | ---- | ---- | ---- | --- | --- | --- | --- | --- |
| 2019     | Boston Celtics | 7  | 0  | 6,0  | 35,7 | 0,0  | 100  | 1,4 | 0,0 | 0,1 | 0,1 | 1,7 |
| 2020     | Boston Celtics | 17 | 17 | 28,4 | 52,1 | 14,5 | 78,8 | 7,1 | 1,5 | 0,4 | 1,2 | 8,9 |
| 2022     | Boston Celtics | 16 | 5  | 12,5 | 58,8 | 21,4 | 75,0 | 3,3 | 0,7 | 0,3 | 0,5 | 4,3 |
| 2024     | L.A. Clippers  | 1  | 0  | 4,0  | 100  | 100  | -    | 1,0 | 0,0 | 0,0 | 0,0 | 3,0 |
| Carriera | Carriera       | 41 | 22 | 17,8 | 53,0 | 18,6 | 79,1 | 4,5 | 0,9 | 0,3 | 0,7 | 5,8 |

#### Massimi in carriera
- Massimo di punti: 25 vs Minnesota Timberwolves (21 febbraio 2020)[1]
- Massimo di rimbalzi: 16 vs Minnesota Timberwolves (21 febbraio 2020)
- Massimo di assist: 6 (3 volte)
- Massimo di palle rubate: 3 (4 volte)
- Massimo di stoppate: 5 vs Cleveland Cavaliers (5 novembre 2019)
- Massimo di minuti giocati: 47 vs Toronto Raptors (9 settembre 2020)

### Eurolega
| Anno      | Squadra   | PG | PT | MP   | TC%  | 3P%  | TL%  | RP  | AP  | PRP | SP  | PP   |
| --------- | --------- | -- | -- | ---- | ---- | ---- | ---- | --- | --- | --- | --- | ---- |
| 2015-2016 | Bamberger | 24 | 1  | 19,6 | 53,6 | 38,9 | 76,4 | 4,4 | 0,5 | 0,5 | 0,6 | 9,2  |
| 2016-2017 | Bamberger | 30 | 1  | 19,7 | 59,8 | 41,0 | 70,9 | 4,6 | 0,7 | 0,7 | 0,9 | 9,6  |
| 2024-2025 | Monaco    | 15 | 14 | 22,8 | 55,8 | 42,3 | 80,3 | 5,5 | 0,7 | 0,3 | 0,7 | 11,7 |
| Carriera  | Carriera  | 69 | 16 | 20,3 | 56,8 | 40,6 | 76,0 | 4,7 | 0,7 | 0,5 | 0,8 | 9,9  |

### Eurocup
| Anno      | Squadra   | PG | PT | MP   | TC%  | 3P%  | TL%  | RP  | AP  | PRP | SP  | PP  |
| --------- | --------- | -- | -- | ---- | ---- | ---- | ---- | --- | --- | --- | --- | --- |
| 2012-2013 | Ulma      | 14 | 7  | 16,6 | 48,2 | 12,5 | 75,9 | 3,8 | 1,0 | 0,2 | 0,9 | 5,4 |
| 2013-2014 | Ulma      | 17 | 11 | 19,2 | 49,5 | 38,1 | 69,0 | 4,7 | 0,8 | 0,8 | 0,9 | 7,3 |
| 2014-2015 | Bamberger | 18 | 1  | 21,4 | 44,5 | 36,1 | 76,3 | 5,3 | 1,1 | 0,8 | 0,9 | 8,7 |
| Carriera  | Carriera  | 49 | 19 | 19,2 | 47,0 | 33,8 | 74,0 | 4,7 | 0,9 | 0,6 | 0,9 | 7,2 |

## Palmarès

### Club
- Campionato tedesco: 3

Brose Bamberg: 2014-15, 2015-16, 2016-17
- Coppa di Germania: 1

Brose Bamberg: 2017
- Supercoppa tedesca: 1

Brose Bamberg: 2015

### Nazionale
- Mondiali:

 Cina 2023
- Europei:

 Germania 2022